# ویلیام ریمی
ویلیام ریمی (انگلیسی: William Rémy؛ زادهٔ ۴ آوریل ۱۹۹۱) بازیکن فوتبال اهل فرانسه است.
از باشگاه‌هایی که در آن بازی کرده‌است می‌توان به باشگاه فوتبال لگیا ورشو، باشگاه فوتبال دیژون، باشگاه ورزشی مون‌پلیه، و باشگاه فوتبال لانس اشاره کرد.
وی همچنین در تیم‌های ملی فوتبال زیر ۱۷ سال فرانسه، زیر ۱۸ سال فرانسه، و زیر ۱۹ سال فرانسه بازی کرده‌است.